# Hans Samuel Boekman
Hans Samuel Boekman (Amszterdam, 1896. január 15. – Amstelveen, 1978. augusztus 21.) holland nemzetközi labdarúgó-játékvezető. Polgári foglalkozása igazgató, filmproducer.	

## Pályafutása

### Nemzeti játékvezetés
Nemzeti labdarúgó-szövetségének megfelelő játékvezető bizottsága minősítése alapján lett az 1. Liga játékvezetője. Küldési gyakorlat szerint rendszeres partbírói szolgálatot végzett. A nemzeti játékvezetéstől 1937-ben vonult vissza.

### Nemzetközi játékvezetés
A Holland labdarúgó-szövetség Játékvezető Bizottsága (JB) terjesztette fel nemzetközi játékvezetőnek, a Nemzetközi Labdarúgó-szövetség (FIFA) 1928-tól tartotta nyilván bírói keretében. Több nemzetek közötti válogatott és klubmérkőzést vezetett, vagy működő társának partbíróként segített. A holland nemzetközi játékvezetők rangsorában, a világbajnokság-Európa-bajnokság sorrendjében többedmagával a 34. helyet foglalja el 1 találkozó szolgálatával. A  nemzetközi játékvezetéstől 1937-ben búcsúzott. Válogatott mérkőzéseinek száma: 7.

#### Labdarúgó-világbajnokság
Az 1934-es labdarúgó-világbajnokságra a FIFA JB játékvezetőként alkalmazta. Selejtező mérkőzést az európai zónában vezetett.

##### Selejtező mérkőzés
| Időpont           | Helyszín               | Mérkőzés típusa           | Mérkőzés      | Eredmény | Nézők száma |
| ----------------- | ---------------------- | ------------------------- | ------------- | -------- | ----------- |
| 1933. október 29. | Wankdorf Stadion, Bern | előselejtező (6. csoport) | Svájc–Románia | 2 – 2    | 15 000      |

#### Olimpiai játékok
Az  1928. évi nyári olimpiai játékok labdarúgó tornáját, ahol a FIFA JB bírói szolgálatra alkalmazta. A kor elvárása szerint az egyes számú partbíró játékvezetői sérülésnél átvette a mérkőzés vezetését. Partbíróként egy mérkőzésre, 2. pozícióban kapott küldést.
| Időpont         | Helyszín                     | Mérkőzés típusa                | Mérkőzés                  | Eredmény | Nézők száma |
| --------------- | ---------------------------- | ------------------------------ | ------------------------- | -------- | ----------- |
| 1928. június 4. | Olimpiai Stadion, Amszterdam | egyik negyeddöntő újrajátszása | Olaszország–Spanyolország | 7 – 1    | 4770        |